# David Webster
Sir David Webster (Dundee, 3 luglio 1903 – Brighton, 9 maggio 1971) è stato un imprenditore inglese. Fu amministratore delegato della Royal Opera House, (Covent Garden), dal 1945 al 1970. Giocò un ruolo chiave nella creazione delle compagnie Royal Ballet e Royal Opera.
Con una storia lavorativa di vendite al dettaglio, Webster divenne presidente della Liverpool Philharmonic, durante la Seconda guerra mondiale. Da lì fu chiesto di costituire compagnie d'opera e balletto al Covent Garden. Egli convinse il Sadler's Wells Ballet esistente a passare al teatro dell'opera, ma non trovò nessuna compagnia d'opera esistente adatta a fare la stessa cosa e fondò una nuova compagnia d'opera da zero.
In un primo tempo, Webster presentò l'opera in lingua inglese con una compagnia stabile, ma come il Covent Garden fiorì e furono attratte ad apparire star internazionali, la politica a poco a poco cambiò, facendo presentare opere in lingua originale. Al momento del ritiro di Webster, l'Opera Reale ed il Royal Ballet erano famosi in tutto il mondo.

## Primi anni
David Webster nacque a Dundee. Quando aveva dieci anni la famiglia si trasferì a Liverpool, dove Webster fu educato alla Holt High School e all'Università di Liverpool, dove si laureò in economia nel 1924.
Fu assunto in un grande magazzino locale, Lewis, dove salì rapidamente fino a diventare direttore generale del piccolo negozio di Liverpool del gruppo, il Bon Marché, e quindi del principale negozio di Lewis nel 1939. Nel 1931, mentre lavorava da Lewis incontrò il suo partner per tutta la vita, James Cleveland Belle, che divenne un imprenditore di successo.
Nel suo tempo libero Webster era impegnato in recite amatoriali, diventando una figura di primo piano in un influente gruppo di Liverpool, la Società Sandon. Riconoscendo che il suo aspetto e statura non erano quelli di un potenziale stella, Webster resistette alla tentazione di perseguire una carriera teatrale professionale, ma attraverso la Società Sandon incontrò molte figure di spicco nel teatro, danza e musica. Divenne un membro di spicco del comitato di gestione della Liverpool Philharmonic Society e nel 1940 fu nominato presidente.
Allo scoppio della seconda guerra mondiale c'era stata  pressione per sospendere i concerti dell'orchestra. Webster resistette con forza a questo, insistendo sul fatto che la musica era un essenziale sostegno morale. Mise in piedi concerti a basso prezzo per operai e membri delle forze armate. Webster fu fortunato nel reclutamento di Malcolm Sargent come direttore principale, dal momento che qualsiasi orchestrale pensava che Sargent (il suo soprannome di 'Flash Harry' non era in origine proprio affettuoso) fosse immensamente popolare tra il pubblico. Direttori ospiti furono Sir Henry Wood e Charles Münch. Lo scioglimento dovuto alla guerra delle altre orchestre permise s Webster e Sargent di reclutare orchestrali inglesi importantissimi come Anthony Pini e Reginald Kell, con il risultato che per alcuni anni la Liverpool Philharmonic ebbe la più che giustificata pretesa di essere la più bella orchestra del paese, fino a quando la Walter Legge fondò la Philharmonia Orchestra dopo la guerra. Durante il periodo di Webster in qualità di presidente, l'orchestra aumentò i suoi concerti dal 32 di un anno a 148 ed diventò un organismo permanente per la prima volta.

## Royal Opera House, Covent Garden
Per una storia della Royal Opera Company del dopo guerra:
Prima della guerra non c'era stata una compagnia stabile al Covent Garden. Sir Thomas Beecham in quanto titolare del teatro dell'opera aveva messo in scena stagioni annuali con le star internazionali in scena e la sua London Philharmonic Orchestra nella buca. Durante la guerra la Royal Opera House era stata trasformata in una sala da ballo. Gli editori musicali Boosey & Hawkes acquisirono il contratto di locazione del fabbricato nel 1944 e proposero di ristabilire opera e balletto lì.
Il nuovo Presidente del Covent Garden, l'economista John Maynard Keynes, concordava con Leslie Boosey e Ralph Hawkes che era necessario un complesso permanente, e che doveva essere gestito da un uomo d'affari. Fu invitato Webster a diventare amministratore delegato, sotto il titolo di Amministratore generale, che usò durante la sua permanenza in carica. La sua scelta era stata indicata da due fattori fondamentali: in primo luogo aveva avuto successo come venditore con un senso ben sviluppato di quello che i suoi clienti volevano e come avrebbe potuto darlo loro; in secondo luogo, aveva dimostrato la sua forza nella gestione delle arti. Beecham, furioso per la sua esclusione, intraprese una campagna intermittente contro Webster e tutte le sue opere in tutto il 1950, anche se diresse uno dei primi furori operistici del regno di Webster, Die Meistersinger, nel 1951.
Webster persuase il Sadler's Wells Ballet prendere residenza fissa al Covent Garden. Sul versante operistico, tuttavia, Webster dovette creare una nuova compagnia da zero. Nominò come direttore musicale un direttore efficiente ma poco noto, Karl Rankl, allievo di Schönberg e Webern, che studiò un nuovo coro e orchestra. Furono assunti cantanti britannici per tanti ruoli da protagonista quanti era possibile, e la politica della casa era che le opere dovevano essere cantate in inglese.
The Royal Opera House fu riaperta sotto la direzione di Webster il 20 febbraio 1946 con una produzione di La bella addormentata creata da Oliver Messel. La storia della Royal Opera House per il resto della gestione di Webster fu di progressivo miglioramento dalla sua iniziale immagine impoverita e provinciale fino alla rilevanza internazionale come uno dei migliori teatri d'opera del mondo. Il balletto, sotto il dominio di Ninette de Valois, aiutata da Frederick Ashton, andò sempre più rafforzandosi: Nel 1957 alla compagnia era stato concesso il titolo di 'The Royal Ballet'; nel 1960 la partnership di Margot Fonteyn e Rudol'f Nureev portò la compagnia all'attenzione del mondo.
Per le opere il compito di Webster era più duro e meno prevedibile. Egli con riluttanza riconosceva che i cantanti internazionali non potevano essere invitati a imparare di nuovo i loro ruoli in lingua inglese e che, ai più alti livelli, l'opera deve quindi essere cantata in lingua originale. La sua nomina di Karl Rankl come primo direttore musicale fu  controversa e attirò critiche da parte delle istituzioni musicali del momento, non da ultimo da Beecham, Barbirolli, Sargent, Albert Coates e Stanford Robinson. Tuttavia, con venti anni di esperienza in teatri d'opera europei, punti i di forza di Rankl nella formazione del coro e dell'orchestra potevano essere messi a buon uso. Nel 1950 Webster ebbe una serie di tentativi falliti di trovare un direttore musicale al top per la compagnia d'opera. Tra il 1951 e il 1955, e di nuovo tra il 1958 e il 1961, la compagnia stette senza un direttore musicale. Erich Kleiber e Rudolf Kempe fecero sporadiche apparizioni come ospiti, ma rifiutarono il posto fisso. Rafael Kubelík accettò, ma non fu visto al momento come un successo incondizionato.
Tra le produzioni d'opera principali, la prima assoluta di Gloriana di Benjamin Britten nel 1953 non fu ben accolta, ma tra le produzioni che assicurava alla Royal Opera House di un successo internazionale sono state le prime esecuzioni quasi-complete in ogni teatro dell'opera di Berlioz The Trojans nel 1957, la produzione di Luchino Visconti del Don Carlo di Verdi, che segnava il centenario ad oggi del teatro nel 1958, e la produzione di Franco Zeffirelli della Tosca di Puccini, con Maria Callas e Tito Gobbi nel 1964.
La nomina di Georg Solti come direttore musicale nel 1961 può essere presa come punto d'inizio della crescita della società verso un tipo di compagnia d'opera di caratura internazionale. La rivista The Gramophone ha dichiarato di Webster:
È stato lui che ha dato alla Sutherland la sua prima grande occasione (in Lucia). È stato lui che ha cambiato Jon Vickers da un giorno all'altro da un cantante di concerto occasionale in uno dei migliori attuali tenori drammatici. È stato lui che ha coltivato con cura il talento di Sir Geraint Evans, Josephine Veasey, Gwyneth Jones, Peter Glossop e molti altri. ... Era anche orgoglioso del fatto che produzioni come The Trojans, Pelléas et Mélisande e The Midsummer Marriage potessero essere riprese direttamente dal suo palco e registrate.

## Onorificenze
Webster fu fatto  K.C.V.O. (Knight Commander Victorian Order) nel 1960.
Il suo ultimo atto come amministratore generale fu quello di nominare, a partire dall'autunno del 1971, Colin Davis come direttore musicale. Webster si ritirò nel 1970, dopo una serata di gala di addio, per la quale Britten compose una fanfara. Gli succedette il suo vice, John Tooley.
A parte il teatro d'opera, i gusti musicali di Webster erano vasti:. "Poteva discorrere su ogni cosa dai Beatles a Duke Ellington a Toscanini".
Webster morì a Brighton, all'età di 67 anni, meno di un anno dopo il suo ritiro.

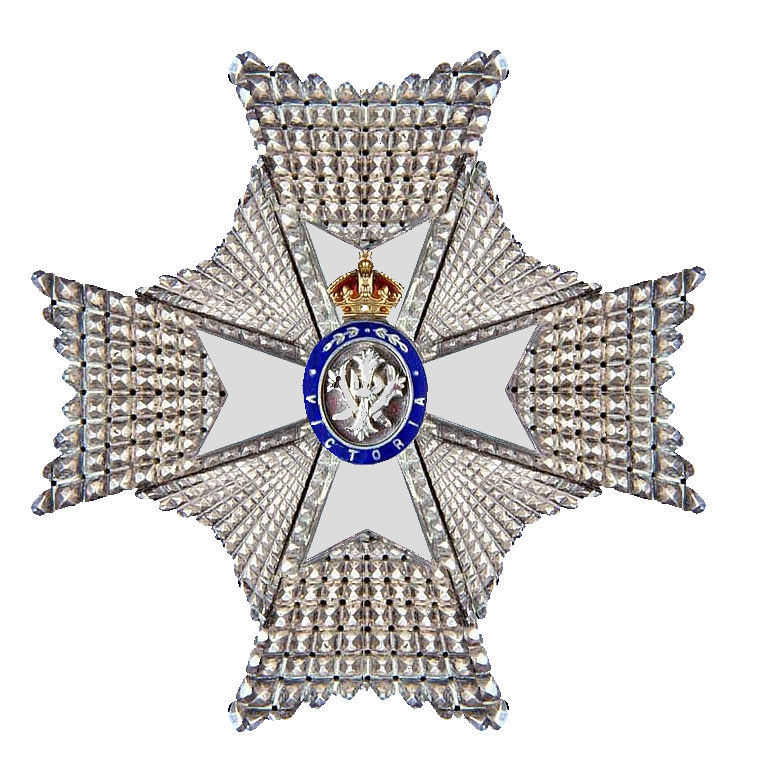
KCVO - Knight Commander Victorian Order